# Фермата на Отис
„Фермата на Отис“ (на английски: Back at the Barnyard) е американски компютърно анимиран сериал, създаден от Стив Одекърк. Номиниран е за 2 награда Еми през 2011 г. Базиран е на филма Barnyard от 2006 г.

## „Фермата на Отис“ В България
В България сериалът се излъчи през 2011 г. по Super 7 с български дублаж за телевизията. Екипът се състои от:
| Преводачи           | Захари Генчев Йосиф Йосифов                                                                   |
| Озвучаващи артисти  | Йоанна Микова Милица Гладнишка Здравко Димитров Станислав Пищалов Иван Петков Явор Караиванов |
| Тонрежисьори        | Красимира Семерджиева Венислава Аргова                                                        |
| Режисьор на дублажа | Теодора Константинова                                                                         |